# Vedbæk

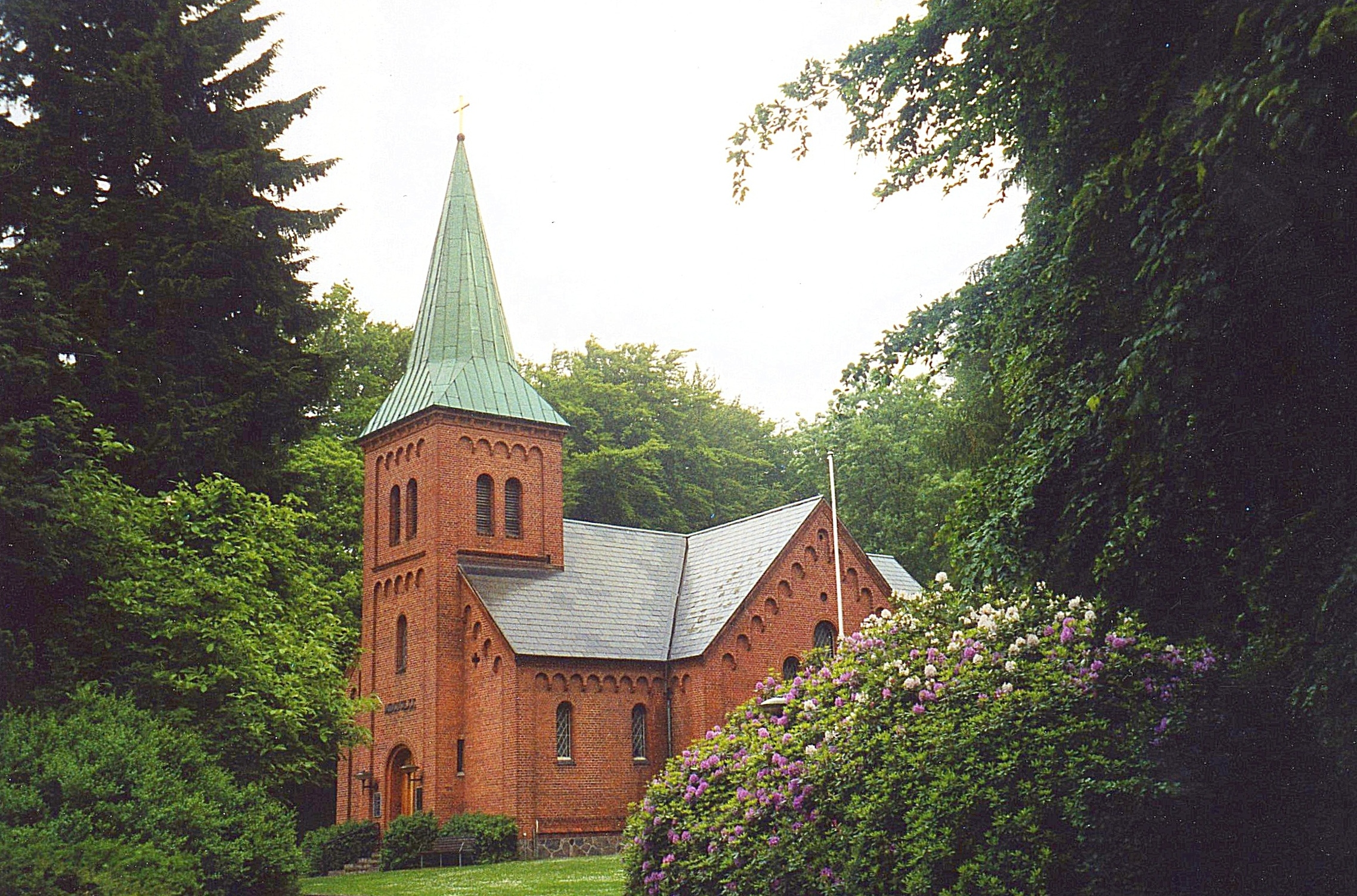
Vedbæks kyrka

Vedbæk är en ort i Rudersdals kommun ca 20 km norr om Köpenhamn i Danmark, vid Öresund. Vedbæk ligger längs järnvägen Kystbanen.
Tidigare gick den lokala järnvägen Nærumbanen från Kongens Lyngby (vid Nordbanen) till Vedbæk, men sedan 1921 slutar den spårvägsliknande banan vid Nærum och går således inte hela vägen till kusten. Vedbæk hade 1 jan 2017 3 136 invånare.
Vedbæk är sedan 2010 sammanvuxet med Hørsholm och ingår i samma tätortsområde.